# Guerra entre la Rus de Kíev i l'Imperi Romà d'Orient (941)
La guerra entre la Rus de Kíev i l'Imperi Romà de 941 va tenir lloc durant el regnat d'Ígor de Kíev. La correspondència khàzar revela que la campanya va ser iniciada pels khàzars, que desitjaven venjar-se dels romans d'Orient després de les persecucions dels jueus empreses per l'emperador Romà I Lecapè.
Els russos i els seus aliats, els petxenegs, van desembarcar en la costa nord de l'Àsia Menor i es van fer amb Bitínia al maig de 941. Com de costum, sembla que havien estat ben informats que la capital imperial estava sense guarnició i era vulnerable als atacs: la flota romana d'Orient lluitava contra els àrabs al Mediterrani, mentre que la major part de l'exèrcit imperial havia estacionat al llarg de les fronteres orientals.
Lecapè va organitzar la defensa de Constantinoble retirant un conjunt de quinze bucs equipats amb foc grec. Ígor desitjava de capturar els vaixells grecs i de les seves tripulacions, però desconeixien els llançaflames, i la seva flota va ser envoltada. Després, en un instant, el foc grec va ser llançat a través de tubs als russos i els seus aliats: Liutprand de Cremona va escriure: «Els rus, veient les flames, van saltar per la borda, i preferint l'aigua al foc. Alguns es van enfonsar, aclaparats pel pes de les seves cuirasses i cascos, uns altres es van cremar». Els presoners van ser decapitats.
D'aquesta manera, els romans d'Orient van assolir dispersar la flota rus, però no van poder impedir que els pagans saquegessin els afores de Constantinoble, s'aventuressin al sud, a Nicomèdia. Moltes atrocitats van ser reportades: Es diu que els rus van crucificar les seves víctimes i que els van clavar els claus al cap.
Al setembre, Joan I Tsimiscés i Bardes Focas el Vell, dos dels millors generals, van tornar ràpidament a la capital, ansiosos per repel·lir als invasors. Els russos ràpidament van traslladar les seves operacions a Tràcia, juntament amb la seva flota. Quan van estar a punt de retirar-se, carregat de trofeus, l'armada romana d'Orient sota Teòfanes va caure sobre ells.
Fonts gregues informen que els russos van perdre la totalitat de la flota en aquest atac sorpresa, de manera que només uns quants vaixells van tornar a les seves bases en la Crimea. Els presoners capturats van ser traslladats a la capital i decapitats. Les fonts khàzars afegeixen que el líder rus va aconseguir escapar a la mar Càspia, on va trobar la mort lluitant contra els àrabs.
Aquests informes poden haver estat exagerats, perquè Ígor va ser capaç de muntar una nova campanya naval contra Constantinoble ja en 944/945. Els Quersonesos van alertar l'emperador sobre la flota de Kíev. Aquesta vegada, els romans d'Orient es van apressar a comprar la pau i van arribar a la conclusió d'un tractat amb Kíev. El seu text és citat íntegrament en el Relat dels anys passats.
Igor va ser capaç de muntar una nova campanya naval contra Constantinoble ja el 944/945. Sota l'amenaça d'una força encara més gran que abans, els romans van optar per l'acció diplomàtica per evitar la invasió. Van oferir tributs i privilegis comercials als rus. L'oferta romana d'Orient va ser discutida entre Igor i els seus generals després que arribessin a les ribes del Danubi, i finalment els van acceptar. Com a resultat es va ratificar el Tractat rus-romà de 945. Això va establir relacions amistoses entre les dues parts.